# Carl Benjamin
Carl Benjamin, connu sous le pseudonyme Sargon d'Akkad, né en 1979, est un youtubeur anti-féministe britannique. Ancien membre du UKIP, un parti eurosceptique de droite, il a été candidat de ce parti pour la circonscription du sud-ouest de l'Angleterre aux élections du Parlement européen de 2019.
Au cours de la controverse du Gamergate, il a dénoncé l'influence féministe sur le développement des jeux vidéo. Depuis le Gamergate, son attention s'est largement consacrée à la promotion du Brexit, à la critique du féminisme, de l'islam, de la politique identitaire et de la culture du politiquement correct dans les médias.
En 2016, ses interactions avec la députée Jess Phillips ont donné lieu à une controverse qui a dominé la couverture médiatique de sa candidature au Parlement européen,,.

## Carrière YouTube
La chaîne YouTube de Benjamin a attiré l'attention des médias pour la première fois lors de la controverse du Gamergate en 2014,. Le site américain Inside Higher Ed (en) a alors déclaré que ses vidéos sur le sujet avançaient une théorie du complot dans laquelle il faisait valoir que les membres de la Digital Games Research Association (DiGRA) complotaient activement pour influencer le développement de jeux vidéo, affirmant que DiGRA, « a été détourné par des féministes pour devenir un groupe de réflexion que les idéologues du genre peuvent utiliser pour diffuser leur idéologie à la presse du jeu vidéo, puis aux joueurs »,,.
En juin 2015, la plateforme YouTube a retiré une vidéo de Benjamin à la suite d'une plainte du quotidien britannique The Guardian pour atteinte aux droits d'auteur. La vidéo utilisait des portions substantielles d'images du média anglais, lequel a précisé qu'ils offraient « des conseils sur la façon d'interagir avec le contenu du Guardian sans violer le droit d'auteur ». Benjamin a contesté la plainte et sa vidéo a été remise en ligne le jour même. Jon Healey, un chroniqueur du Los Angeles Times, écrira concernant l'incident qu'il était « alarmant de voir le droit d'auteur utilisé dans le but d'étouffer le débat public ».
Lors de VidCon 2017, la militante féministe Anita Sarkeesian est apparue dans une conférence de discussion sur le harcèlement en ligne à l'encontre des femmes. Des youtubeurs qui avaient dans le passé fréquemment critiqué Sarkeesian, également Benjamin, ont pris place dans la salle pour assister au débat. Alors que Benjamin écoutait silencieusement au premier rang de la salle, Sarkeesian l'a traité de « garbage human » (« ordure humaine »), tout en l'accusant d'être un de ses harceleurs,,. Le fondateur de VidCon, Hank Green, a déclaré que la présence du groupe constituait clairement un « comportement intimidant » et s'est excusé de la situation, « ce qui a conduit à un environnement hostile qu'elle n'avait pas choisi ». Benjamin a nié qu'il était présent dans l'intention de harceler Sarkeesian. Patreon a également enquêté sur les allégations de harcèlement, mais a déterminé que même s'il considérait ses actions comme « de mauvais goût », Benjamin n'avait pas violé leur code de conduite.
Patreon bannit Benjamin en décembre 2018, alors qu'il gagnait plus de 12 000 dollars US par mois. Selon Patreon, Benjamin aurait violé les règles du site sur les discours haineux en utilisant « des épithètes racistes et homophobes pour dégrader une autre personne »,. Un certain nombre d'utilisateurs, dont Sam Harris, Jordan Peterson et Dave Rubin, ont quitté la plate-forme en protestation après l'interdiction de Benjamin, ce dernier et Rubin se dirigeant vers la plateforme Thinkspot de Peterson, Harris a déclaré qu'il ne « partageait pas la politique des membres bannis », mais s'est opposé à ce qu'il a qualifié comme étant le parti pris de Patreon. Dans le cadre de leur explication de la raison pour laquelle ils ont abandonné Benjamin, Patreon a publié une transcription d'une vidéo YouTube dans laquelle Benjamin se moquait des membres de la droite alternative qui « agissaient comme des nègres blancs » parce que l'impression qu'il avait d'eux correspondait parfaitement à leurs description du comportement des personnes noires. Il a ajouté : « Les Blancs sont supposés être polis et respectueux les uns envers les autres ». Plus loin dans la vidéo, Benjamin déclare : « ne vous attendez pas à ce que je discute avec l'un de vos pédés ». En réponse, Benjamin a déclaré qu'il ne ciblait ni noirs ni homosexuels, et il a affirmé que le mot « nègre » n'était pas aussi offensant en Grande-Bretagne qu'aux États-Unis. Benjamin a également affirmé que les commentaires avaient été sortis de leur contexte.

## Carrière politique
En mars 2018, des Antifas se sont introduits dans une discussion prévue entre Benjamin et Yaron Brook par la Libertarian Society du King's College de Londres. Des manifestants masqués ont attaqué des gardes de sécurité, déclenché des bombes fumigènes, brisé des fenêtres, déclenché une alarme incendie et attaqué des participants. Les organisateurs de l'événement ont appelé la police, annulé l'événement et évacué le bâtiment. L'organisateur a signalé que deux gardes de sécurité avaient été hospitalisés,.
En mai 2018, Benjamin était conférencier lors d'un rassemblement de droite pour la Journée de la liberté en soutien à Tommy Robinson après que Robinson ait été banni de Twitter pour « discours de haine »,.
En juin 2018, Benjamin a rejoint le UK Independence Party (UKIP), avec le youtubeur Markus Meechan, mieux connu sous le pseudonyme de « Count Dankula », et le youtubeur Paul Joseph Watson. La composition du trio a été décrite par des analystes politiques comme faisant partie d'une transition vers l'extrême droite de UKIP sous la direction de Gerard Batten,,. Lors des élections du Parlement européen en 2019 au Royaume-Uni, Benjamin était deuxième sur la liste de l'UKIP pour la circonscription du sud-ouest de l'Angleterre,. Benjamin n'a pas été élu, son parti n'obtenant que 3,22 % des voix dans sa circonscription (une baisse de 29,1 % par rapport à 2014) et perdant ses deux sièges dans la région, ainsi que ses vingt-deux sièges en Grande-Bretagne.
En janvier 2024, il rencontre l'homme politique d'extrême droite français Éric Zemmour,.

## Blagues sur le viol et Jess Phillips
En réponse à la déclaration de la députée travailliste Jess Phillips selon laquelle les menaces de viol sont monnaie courante pour elle, Benjamin s'est moqué en mai 2016 : « I wouldn't even rape you #AntiRapeThreats #FeminismIsCancer » (« Je ne te violerais même pas ») dans une vidéo YouTube et l'a répété sur Twitter,,. Il a refusé de s'excuser pour ce commentaire et a déclaré : « There's been an awful lot of talk about whether I would or wouldn't rape Jess Phillips. I've been in a lot of trouble for my hardline stance of not even raping her. I suppose with enough pressure I might cave. But let's be honest, nobody's got that much beer. » (« Il y a eu énormément de bavardage pour savoir si je violerais ou non Jess Phillips. J'ai eu beaucoup d'ennuis à cause de ma position extrême de ne même pas la violer. Je suppose qu'avec suffisamment de pression, je pourrais céder. Mais soyons honnête, personne n'a assez de bière pour que ça arrive. »),. Benjamin a dit plus tard que ces déclarations étaient des blagues, affirmant même qu'elles réhabilitaient les victimes de viol parce que « c'est beaucoup plus libérateur de ne pas être contrôlé par des blagues »,. La police des West Midlands a mené une enquête sur ces propos et un porte-parole de la police a déclaré que la personne [Carl Benjamin] « avait fait l'objet de conseils et recommendations ».
Lors d'une conférence de presse de l'UKIP annonçant sa candidature aux élections du Parlement européen de 2019, Benjamin a de nouveau refusé de s'excuser pour ses commentaires sur Phillips, la qualifiant de « grosse garce » (« giant bitch ») qui « s'amuse du suicide des hommes », assurant qu'il était donc justifié à se comporter comme un « gros c** en retour ». Phillips avait en effet critiqué l'idée d'une « journée des hommes » mais avait dit que le suicide des hommes était un problème sérieux,, Le président de l'association de l'UKIP de Swindon a appelé au retrait de Benjamin, ce qui a été rejeté par Batten. En mai 2019, lors de sa candidature, l'université de l'Ouest de l'Angleterre a annulé un meeting de campagne électorale par crainte de troubles, et la cathédrale Saint-Pierre d'Exeter l'a banni quelques jours plus tard d'un autre événement électoral dont elle était l'organisatrice.

## Opinions politiques
Benjamin est un anti-féministe,, et un critique de la politique identitaire. Il s'est opposé aux mouvements féministes en ligne tels que le groupe britannique Reclaim the Internet, qu'il a accusé de « communisme social ». À la suite des meurtres d'Isla Vista en 2014, Benjamin a déclaré que le féminisme de justice sociale était une « maladie de l'ère moderne » qui avait marginalisé et radicalisé les jeunes hommes, provoquant une augmentation du nombre de tueries. Alors qu'il faisait partie d'un comité à New York en 2018, il déclare : « Les juifs, malheureusement pour eux, doivent abandonner leur politique identitaire. Je suis désolé pour l'Holocauste mais j'en ai rien à foutre. Désolé ». Le mensuel Vice a critiqué Benjamin pour sa « pensée puriste et une attitude de logique avant tout » ignorant la complexité des sujets liés à la race et au genre.
Des médias d'actualités et des journalistes ont décrit Benjamin comme étant de droite,, et d'extrême droite,,,. Vox l'a décrit comme anti-progressif Il a été décrit comme alt-right par The Times et The Jewish Chronicle et il a été lié à l'alt-right par d'autres médias et chercheurs de gauche, dont Newsweek, Salon, The Guardian, Vice et l'institut Data & Society,,. The Daily Dot a comparé Benjamin à l'alt-right en raison de son anti-féminisme et de ses critiques de l'islam et de Black Lives Matter, des sujets fréquemment critiqués par l'alt-right. Vice et PC Magazine l'ont décrit comme un théoricien du complot,. Benjamin s'est décrit lui-même comme un « libéral classique » et a dit qu'il s'oppose à l'alt-right,. Il est un partisan du Brexit,. Il est raciste,,.

## Démêlés judiciaires
Le 25 août 2017, la youtubeuse américaine Akilah Hughes (en) intente un procès contre Carl Benjamin devant la cour fédérale de New York pour enfreinte au droit d'auteur. Faisant un montage à partir de la vidéo We Thought She Would Win de Hughes, Benjamin a produit une vidéo intitulée « SJW Levels of Awareness ». Le juge chargé du dossier rejette la plainte, décidant que l'utilisation par Benjamin du matériel de Hughes était couvert par la doctrine de l'usage raisonnable (Fair use). Benjamin présente une requête au tribunal le 18 février 2020 pour être dédommagé des coûts de sa défense, Hughes s'oppose à cette requête le 20 mars 2020.

## Vie privée
Benjamin est marié et a deux enfants. Il vit avec sa famille à Swindon, dans le Wiltshire, en Angleterre, au Royaume-Uni.